# مزرعه تل گره
مزرعه تل گره یک منطقهٔ مسکونی در ایران است که در دهستان هرگان واقع شده‌است. مزرعه تل گره ۲۴ نفر جمعیت دارد.